# Torben Thim
Torben Thim (født 25. maj 1946 på Frederiksberg) er en dansk rosengartner, forfatter og kunstmaler.
Medlem af BKF - Billedkunstnernes Forbund. Medlem af Dansk Forfatterforening.

## Baggrund og uddannelse
Torben Thim er ældst af tre søskende. Forældrene var vognmand, direktør Mogens Viggo Thim født 1915 - 1970 - og hustru bogholder Gerda Thim, f. Lind, 1917 - 2016. Familien Thim boede først i Vanløse, derefter på Strandboulevarden, Østerbro i København, og senere i Birkerød. Torben Thims skolegang foregik på Kirkebjerg Skole, Holsteinsgade Skole på Østerbro, og Birkerød Skole.
I de helt unge år afsøgte han flere faglige felter indenfor indretning, zoologi, filosofi og billedkunst.
Efter et toårigt akademisk studenterkursus studerede han indretning et år på Interiørarkitektskolen i København 1964 og i 1967 dyreadfærd hos Konrad Lorenz på Max Planck Institut for Adfærdsfysiologi i Tyskland 1967. Han studerede i perioden 1969-1972 filosofi på Københavns Universitet og billedkunst på Calcografia Nazionale i Rom. Studerede Rembrandts originalgrafik i Holland 1972 og portrætkunst i Frankrig 1977-1978, og 1995, samt arkitektur i Marokko 1973-1974.

## Rosengartner
Torben Thim overtog i 1979 Rosenplanteskolen i Løve, der var grundlagt i 1930 af gartneren Valdemar Petersen. Den nuværende planteskole bærer navnet navnet Valdemar Petersens Eftf. og rummer en unik samling af historiske roser med særlig betydning for havens kulturhistorie. Valdemar Petersens samling af historiske og botaniske roser er bevaret for eftertiden i Gerlevparken ved Jægerspris i Hornsherred, som ejes af Fonden for Træer og Miljø , samt i Dronning Louises Rosenhave i Bernstorffsparken og i parken til Dronning Margrethes Marselisborg i Århus. (kilde: The History)
På bud fra Dronning Ingrid etablerede han i 1984 Rosenhaven i Gerlevparken  med Valdemar Petersens historiske roser. I samarbejde med Styrelsen for Slotte og Kulturejendomme restaurerede han Dronning Louises Rosenhave ved Bernstorff Slot, 1998-2002.
I 1985 udgav han oversigten Historiske roser fra Løve, Rosenleksikon, V. Petersens Eftf., Centifolia i 1985 og 2. udgave 1988 - et leksikalt materiale. Rosen som symbol i arkitektur og bygningsdekoration, i kunst, litteratur med mere bliver et felt til stadig udforskning, fordybelse og formidling. Undervejs dykkede han ned i historien om Christian d. IV og haven ved Rosenborg Slot, og udgav i 2006 bogen ”Christian d. IV og hans Roser” på Gyldendal.
I 2018 udgav han den engelsksprogede bog The History of the Rose in Denmark, der i 2022 af World Federation of Rose Societies blev tildelt WFRS’ Literature Award 2022.

### Have- og parkanlæg
Som rosengartner og arkitekt har han projekteret haver og parkanlæg, og medvirket til restaurering af historiske haver, parker og slotshaver i ind- og udland.
- 11 moderne haver Bjerregårdsvej i Carlsbergkvarteret på Valby Bakke for Edlund A/S.
- Odense Zoo’s fremtidige form og indhold i 1999, grønbog og model.
- Valbyparken, Københavns Kommune, omordning af rosenbede.
- Tusculum ved Kgs. Lyngby, parkanlægget, restaurering, nybygning, pergola, portgitre mod Nybrovej
- Falkenhøj, konferencecenter og parkanlæg
- Parkanlæg ved Rangle Mølle Gods, Jyderup
- Rosendal Slot ved Helsingborg i Sverige
- Rysensteen ved Lemvig, forslag til restaurering af have og voldanlæg
- Gråsten Slotshave (detailbede)

Endvidere Petersgaard Gods, Langebæk 1983-1989, Valdemarskilde Gods, Slagelse (Aboretum 1986-88), Langø, Store Frederikslund.

### Internationalt samarbejde
Interessen for roser dyrkes organisatorisk på dansk, nordisk og internationalt plan. I 2000 medvirkede han ved konferencen ”Les Roses anciennes, histoire et culture au cours des 3000 dernieres années”, Largentiére, Frankrig 2000. Og Frederiksdal, Sverige 2001.
Tilbagevendende danske, nordiske og internationale rosenevents er bl.a. Rosenkåring i Valbyparken, Rosernes Dag på Valdemars Dag, 15. juni i Løve, samt hvert 4. år international kongres for WFRS.
I 2018 afholdt WFRS - World Federation of Rose Societies 18.th Convention i København hvor han var medarrangør i samarbejde med Det Danske Rosenselskab, og kongressen blev nomineret af Wonderfull Copenhagen, som et af årets fremtrædende venues. I 2022 blev WFRS 19. Convention afholdt i Adelaide, Australien hvor Thim modtog WFRS Literary Award. 

## Billedkunstner
Torben Thim maler figurative portrætter, ekspressionistiske landskaber og abstraktioner, tegner allegorisk, fotograferer og illustrerer egne bøger.
Blandt portrætterne er en tidlig serie skildringer af Fyrst Myschetzky. - En russiskfødt aristokrat, oprindeligt associeret ved den russiske ambassade i København, som gik i eksil i Danmark, da Den russiske revolution brød ud i 1917. Malerier og skitser er fortrinsvis i familiens eje.
Solgt til Statens Kunstfond, Københavns Amt, Ribe Amt, Helsingør Kommune, Høng Kommune, Handelsbanken Kunstforening 1985, samt kunstsamlinger og private i Tyskland, Schweiz, Italien, Sverige, Danmark.  
Torben Thim udstillede malerier på flere censurerede udstillinger fra 1973-1984..

### Udstillinger
- Udstiller på KE Kunstnernes Efterårsudstilling 1973-1976-1978, medlem af KE’s arbejdsudvalg 1977.
- Charlottenborgs Forårsudstilling 1973, 1975, 1978.
- Udstiller solo og i flere gruppekonstellationer:
- 1976 Galleri Rubin og Magnussen
- 1978 solo Haus Iselin, Riehen, Schweiz
- 1981 Kontraster i Nikolai Kirke i København
- 1983 Den Flexible på Charlottenborg
- 1984 Janus Bygningen Tistrup
- 1985 Landsudstillingen af Charlottenborg Malere

Langelands Museum 1980, Posekunst hos Galleri Asbæk 1981, Årdal Kunstforening i Norge med Brit Smelvær 1981, Thorasminde Gladsaxe 1981, Galleri Gimle Slagelse 1982 sm. Anita Houvenaghel. Streetart i Christinahof Simrishamn, Sverige (film), soloudstilling i Kongegaarden Korsør 2014.

## Forfatterskab
Torben Thims forfatterskab har roser som omdrejningspunkt i størstedelen udgivelserne, herunder publikationer om rosens historie, om haver og arkitektur, biografier, antologier, samt essays og digte. Eget forlag Centifolia Editors.
- 1985 - Torben Thim, Historiske roser fra Løve, Rosenleksikon, V. Petersens Eftf., Centifolia Editors 2. udgave 1988
- 1998 - Torben Thim, Historiske Roser, Gads Forlag, 240 sider
- 2004 - Torben Thim, Historiske roser, genoptrykt hos Gyldendal, 237 sider, 2. udgave 2008
- 2006 - Torben Thim, Christian IV og hans roser, Gyldendal, 160 sider
- 2012 - Gitte Kjær & Torben Thim, Prinsessen og Baronen - et kærlighedsdrama, Centifolia Editors, 185 sider
- 2012 - Torben Thim, Om Roser jeg ved. Lindhardt & Ringhof, 259 sider
- 2011 - Torben Thim, Iselin’s Mercantile Store and the Carlsberg District, Edlund A/S & Centifolia Editors
- 2011 - Ghita Nørby & Torben Thim, Ghitas Roser - Smil til dit skvalderkål, Lindhardt & Ringhof, 166 sider
- 2015 - Ghita Nørby & Torben Thim, Det er aldrig for sent, Lindhardt & Ringhof, 163 sider
- 2016 - Torben Thim, Rosa - forædleren, Centifolia Editors, Løve, 168 sider
- 2018 - Torben Thim, The History of the Rose in Denmark, Centifolia Editors, 320 sider
- 2020 - Torben Thim, Roser på hjernen, Centifolia Editors, 144 sider.

### Redaktør, bidragyder
- Det Danske Nationalleksikon, medforfatter 1999.
- Rosens Ånd, Nationalmuseet ’Nyt’, artikel, 2000.
- Naturkalenderen, Rhodos, artikler, 2003-2015.
- The Ambassador John L. Loeb Jr., Danish Art Collection, New York, 2005, 426 sider. Med Elisabeth Fabritius, Benedicte Hallowell, Susanne Ludvigsen, Mette Thelle og Torben Thim. Note: John L. Loeb Jr. er USAs ambassadør til Danmark 1981-1983, og indehaver af større samling dansk kunst
- Tekst og idé, kataloget Memento Miraculi til kunstudstilling ved Lars Rasmussen i RoS Gallery, 2018.

### Artikler, aviskronikker
- Øbrobladet: Opstandelse i Sct. Jacobs Kirke 1977. Om Carl Blochs altertavle.
- Rosen i 100 år, Rosen - udgivet af Det Danske Haveselskab, 1988.
- Rosen Nyt 1, 2018, Det Danske Rosenselskab om Memento Miraculi, Lars Rasmussens udstilling i Roskilde.
- Kronik i Weekendavisen Om roser af anden etnisk herkomst - om invasive arter.

## Anden virksomhed

### Forelæsninger og foredrag
- Det Danske Haveselskab 1986 til 2013.
- Det danske Rosenselskab 1988 til 2013.
- Norsk Rosenselskab 1988. Norsk Rosenforening Oslo 2016.
- The First European Rose Congres, Frankfurt, Tyskland, Havebrugshistorisk Selskab 1989. Trädgårdsföreningen, Göteborg 1991 og 2003.
- Museumsforeningen, Kalundborg 1991.
- Arkitektforbundet, København 1996.
- Odense Universitet, forelæsningsrække om Rosens kulturhistorie 1999.
- Odense Universitet, Havekunstens Historie, forelæsningsrække 2000.
- Nationalmuseet, København, Rosen og Haven i Guldalderen 2000.
- Aalborg Universitet, Rosen duft, s.m. farmaceuten Else Karlog 2000.
- Conference, ”Les Roses anciennes, histoire et culture au cours des 3000 dernieres années”, Largentiére, Frankrig 2000. Frederiksdal, Sverige 2001.
- Kungliga Skogs- och Lantbruksakademin, Stockholm, Sverige 2002.
- Malmø Universitet, Alnarp, Havekunst og Landskabsarkitektur, projektanalyse, Sverige 2007.
- The Linné Aniversary, Norviken, Sverige 2007.
- Nivaagaard Malerisamling, I Rosens Øje – om rosen i billedkunsten 2013.
- Hillerød Bibliotek - Ordet er løs, om kunst, arkitektur og forfatterskab, 2017
- Foredragsturné og to bogudgivelser i samarbejde med skuespiller og rosenelsker Ghita Nørby 2011-2017

### Omtaler, anmeldelser
- Berlingske Tidende 15.1.1970 [kilde: Weilbach]
- Om åbning af rosenmuseum i Løve, 2003 - Berlingske Tidende [10]
- Rosen Nyt nr. 3, 2018, Det Danske Rosenselskab - Ny bog om rosens historie i Danmark, omtale ved fmd. for Rosenselskabet, Inger Schierning om ”The History of the Rose in Denmark”.
- Kunstavisen.dk - Torben Thim 75 år - Et renaissancemenneske i Løve, 2021 [11]
- SN - Sjællandske Nyheder - Filosof og rosenekspert, 2021 [12]

### Radio og TV
- DR- radiocauserier, medvirker sammen med Bent Hansen, Margrethe Eli, Peter Christiansen 1984-1997,
- TV2 - Roserne i Løve 1997
- DK4 – Roserne på 1. klasse 1999
- Svensk TV1 - Med og mod strømmen m. Ulla Strømberg 2001
- Svensk TV2 - Bildjournalen - Gröna Rum m. Gunnel Carlsson 2002
- Om Blomster i Billedkunsten, Blomstermalerier og Auktionspriser 2003,
- DR2 Naturtid 2009
- TV2 Lorry s.m. Ghita Nørby interview 2012
- Sfinx, Haver og Kultur, interview med Margrethe Floryan, 2013
- Radio 24/7, ”Flaskens Ånd”, causeri, 2015

### Film
- Street Art, Christinahof Simrishamn med Mai Grøndahl, fotograf og rosendyrker.
- Torben Thim - Roser i Løve, juni 2021 - Workpunk Media v/Frej Foto.

## Hæder

### Legater og sponsorer
- Legater til kunstnerisk arbejde fra Professor August Schötts Mindelegat for unge bildende kunstnere 1974
- Hammans Legat 1975
- Decemberudstillingens Fond 1975
- Florence Abrahamssons legat 1976
- Til bogudgivelser modtages støtte fra Knud Højsgaards Fond 1980 og 1981
- Augustinusfonden 1980
- Kong Frederik og Dronning Ingrids Fond 1980-81 og 1994
- Georg Bestle og Hustrus Fond 1994 og 1995
- Fonden for Træer og Miljø, 2018[4]
- Dronning Margrethe og Prins Henriks Fond, 2018

### Priser og udmærkelser
- 2022 - WFRS - World Federation of Rose Societies’ Literature Award 2022 for ”The History of the Rose in Denmark”, Centifolia Editors, 320 sider, 2018.
- 2018 - Nomineret af Wonderfull Copenhagen for WFRS 18.th Convention in Copenhagen
- 2019 - Kinesisk anerkendelse - Mark of Respect ved Det ny Rosenmuseum, Bejing

## Privat
Torben Thim blev 21. juni 1988 gift med skuespiller og teaterinstruktør Anne Elisabeth Lendorf, f. 1948. Skilt 1999. Sammen fik de to sønner, i 1986 Adam Frederik Willum Lendorf-Thim, violinist, tømrer og i 1988 Carl Philip Alban Lendorf-Thim, Kgl. Balletdanser og skuespiller .
I skoletiden lyttede han hellere til engagerede kustoder på byens museer end til lærere i klaustrofobiske klasselokaler, og han cyklede gerne ud på egen hånd, og tegnede, fotograferede og nærstuderede naturen og arkitekturen.  Virtus Schade fik således fotos til en publikation om CoBrA-loftet i Arkitekthytten i Bregnerød i 1969, takket være Thims eventyrlyst. [kilde: Lyngby-Bogen 2022]
Blandt mentorer og inspiratorer kan nævnes:
- Bioakustiker Carl Weissmann, zoolog Fritz W. Bræstrup, adfærdsforsker, etolog Konrad Lorenz.
- Forfatter Niels Blædel, Forlaget Rhodos.
- Billedkunstner og keramiker Conny Walther og maleren Bent Stubbe Teglbjærg, Birkerød
- Roseriste og forfatter Eleonore Cruse, Largentière, Frankrig.
- Fotojournalist, forfatter og rosendyrker, Mia Grøndahl, leder af Street Art Christinahof Simrishamn.
- Skuespiller Ghita Nørby, der også er kendt som rosenelsker
- Forfatter Elsa Gress - hos hvem Thim malede og opholdt sig en periode i 1970'erne
- Gartner og planteskoleejer Valdemar Petersen, Løve
- Filosofferne René Descartes, Baruch de Spinoza, Ludwig J.J. Wittgenstein og Paul Virilio
- H.C. Andersen.

Rejste i studieøjemed rundt i Europa til Grækenland 1964, Tjekkoslovakiet 1968, Holland 1969, Spanien 1973 og opholdt sig længere tid på arbejdsophold i Marokko 1973-74 . Boede i studie- og ungdomsårene dels i Sverige, Rom, Paris, Basel, samt Birkerød og København frem til 1979.
I Birkerød blev Torben Thim i midten af 1970'rne del af det kunstneriske miljø omkring billedkunstner og keramiker Conny Walther og maleren Bent Stubbe Teglbjærg. Det var Conny Walther, som midt i 70’erne introducerede roserne i Løve for Torben Thim.